# Esperanza Basis
Esperanza Basis is een permanent bemand Argentijns poolstation op Antarctica. Het station is gevestigd op het schiereiland Trintiy (Grahamland).
De basis werd gebouwd in 1953. Er is een nederzetting Fortín Sargento Cabral gelegen, met onder meer een school. In 1978 werd Emilio Marcos Palma hier geboren. Hij was de eerste persoon die op Antarctica werd geboren. 
's Zomers wordt het station bemand door zo'n 55 personen.